# Kardinal-von-Galen-Schulen

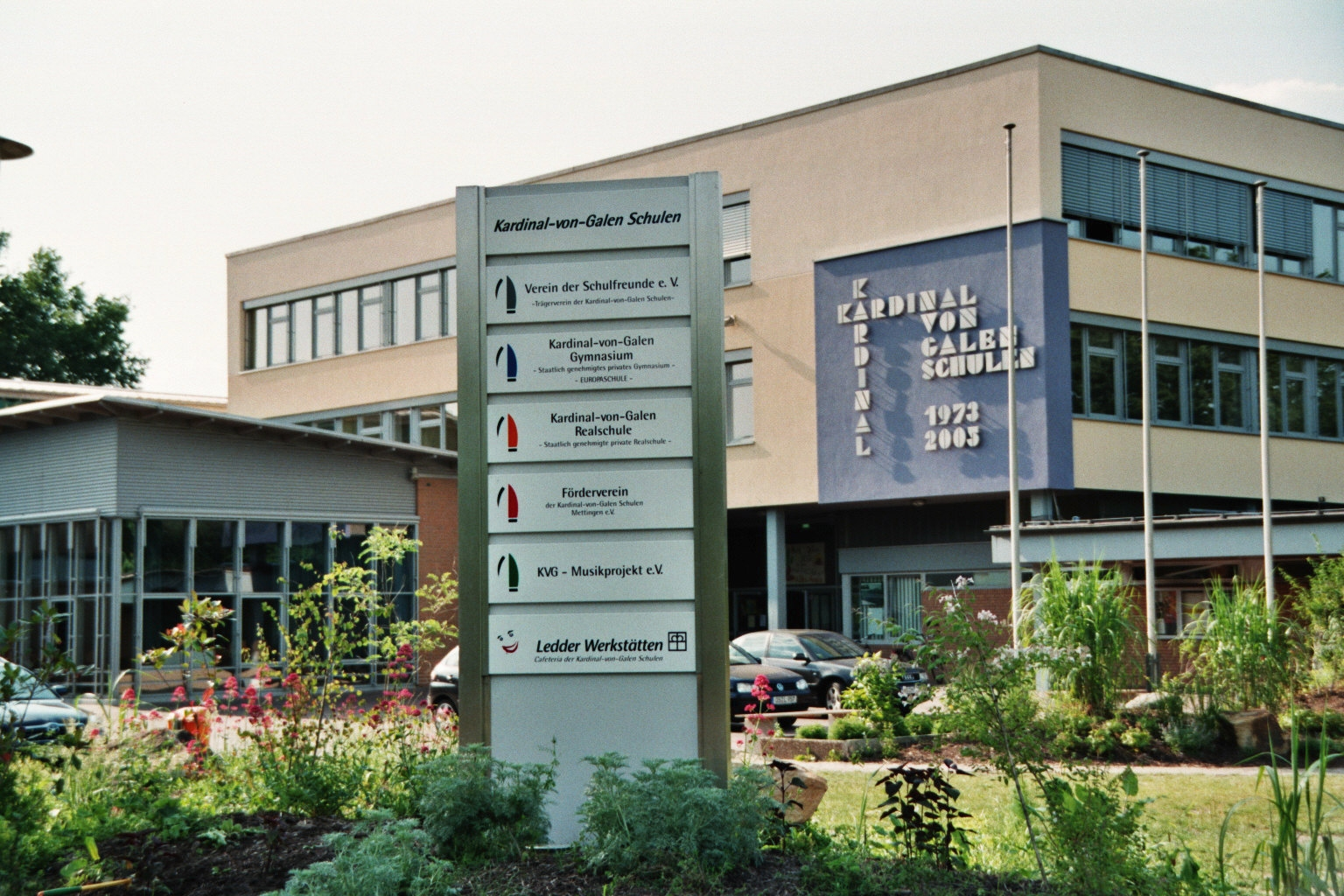
Kardinal-von-Galen-Schulen Mettingen

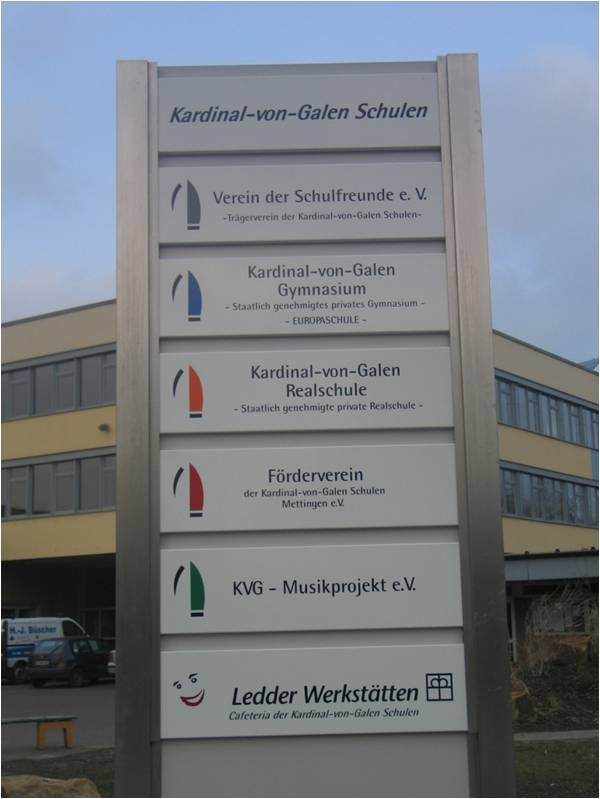
Das Schuleingangsschild

Die Kardinal-von-Galen-Schulen (kurz: KvG) sind christlich geprägte Privatschulen im westfälischen Mettingen. Sie bestehen aus einer Realschule und einem Gymnasium. Benannt sind sie nach dem Bischof von Münster, Clemens August Graf von Galen. Das Gymnasium hat ca. 900 Schüler, die Realschule ca. 400 Schüler.
Träger ist der Verein der Schulfreunde e. V.

## Geschichte der KvG-Schulen
Bereits 1862 begann die Geschichte der Kardinal-von-Galen-Schulen. Es wurde eine Privatschule für Knaben eingerichtet, die vornehmlich der Ausbildung von Kaufleuten diente. Heute werden ca. 1300 Schülerinnen und Schüler ausgebildet und zu den möglichen allgemeinen Schulabschlüssen geleitet.
Übersicht:
Am 11. März 1862 erteilt die Regierung in Münster die Erlaubnis, eine Privatschule für Knaben einzurichten. 18 Schüler werden von 2 Lehrern unterrichtet, auch in Niederländisch. Bereits zu Anfang des 19. Jh. Ausbildung künftiger Kaufleute in der „Haugen Schoule“ der Familie ten Brink.
Am 14. November 1866 wird ein „Kuratorium“ gebildet und die Schule in eine Rektoratschule (Lateinschule) mit geistlichem Leiter umgewandelt. Die Sexta und Quinta wird eingerichtet.
1871 wird die Rektoratschule auf Jahrgänge von der Sexta bis Obertertia erweitert.
Am 27. Juli 1908 bezeichnet die Satzung des Schulvereins für die Eintragung in das Vereinsregister die Schule als „Private katholische Rektoratsschule“.
1940/42 wird der Vereins der Schulfreunde durch die Naziherrschaft ausgeschaltet und der geistliche Rektor Böcker ausgeschaltet.
1946 wird die katholischen Rektoratschule unter der Leitung von Rektor Böcker wiedereröffnet.
Am 25. April 1950 erfolgt die Staatliche Anerkennung der katholischen Rektoratschule als Mittelschule.
Am 21. September 1963 erfolgt die Grundsteinlegung der neuen Rektorat- und Realschule an der Sunderstraße.
Am 18. September 1964 wird der Schulneubau an der Sunderstraße mit feierlicher Namensgebung „Kardinal-von-Galen-Schule“ eingeweiht. Die Schule hat 167 Schüler und 11 Lehrer.
- 4. April 1966 – Genehmigung eines katholischen neusprachlichen Gymnasiums in der Trägerschaft des Vereins der Schulfreunde e. V. durch den Kultusminister
- 29. April 1966 – Aufnahme des Unterrichts am Gymnasium, 1 Lehrer, 30 Schülerinnen und Schüler.
- 23. März 1972 – § 1 der neuen Satzung: Vereinszweck ist die Trägerschaft und Förderung der kath. Realschule und des kath. Gymnasiums. „Die gesamte Bildungs- und Erziehungsarbeit der Schule soll von einem Verständnis des Menschen und der Welt ausgehen, das von der Offenbarung und den Glaubenswahrheiten der katholischen Kirche geprägt ist.“
- 1. August 1972 – Übernahme der Schülerinnen der St.-Agatha-Schule in die Kardinal-von-Galen-Schule.
- 8. November 1974 – Einweihung des Neubaus der Kardinal-von-Galen-Schule an der Großen Straße.
- 11. Mai 1982 – Gründung des Fördervereins der Kardinal-von-Galen-Schule.
- 1990/91 – 794 Schüler, 31 Klassen, 56 Lehrer.
- 1991–2000 – Werner Alves Schulleiter.
- 1993 – Beginn des bilingualen Unterrichts in Klasse 5.
- 2000 – Oktober 2001 – Ulrich Walters Schulleiter am KvG-Gymnasium.
- Seit 2002 – StD Wilhelm Focke kommissarischer Schulleiter.
- Winterhalbjahr 2001/2002 – Massive Proteste gegen den Vorstand seitens der Eltern und Lehrer begleiten die unerwartete Entlassung von Ulrich Walters. Die entstandene Elterninitiative und die Schulpflegschaft des KvG-Gymnasiums fordern den Rücktritt des Vorstands, mehr Transparenz und eine demokratische Öffnung des Vereins.
- 2001 – Die finanzielle Zukunft der KvG-Schulen ist ungewiss. Der Hauptförderer, die Familie Brenninkmeyer, möchte sich aus der laufenden Finanzierung der KvG-Schulen zurückziehen und fordert eine Beteiligung seitens der Gemeinde Mettingen.
- November 2001 – Beginn der Verhandlungen am „Runden Tisch“ zwischen der Gemeinde Mettingen, dem Verein der Schulfreunde und seinen beiden Hauptförderern – der Familie Brenninkmeyer und dem Bischof von Münster – zur Finanzierung einer katholischen Schule in ökumenischer Offenheit unter dem Dach einer kirchlichen Stiftung.
- Juli 2002 – Der Münsteraner Bischof und die Familie Brenninkmeyer kündigen ihr finanzielles Engagement im Verein der Schulfreunde – das Stiftungsmodell ist gescheitert.
- August 2002 – Beginn der Verhandlungen der Gemeinden Mettingen, Lotte und Westerkappeln zum Erhalt der KvG-Schulen. Hauptreibungspunkt ist die Höhe der jeweiligen finanziellen Belastung und die katholische Grundausrichtung der Schulen. Zusätzlich erschweren Bedarfsschätzungen die Verhandlungen.
- August/September 2002 – Der Verein öffnet sich für alle interessierten Eltern und Freunde der KvG-Schulen – die Mitgliederzahl verdoppelt sich. Mit Plakataktionen und Informationsständen werben Eltern, Lehrer und Schüler für den Erhalt der KvG-Schulen.
- Oktober 2002 – Auf der außerordentlichen Mitgliederversammlung tritt der bisherige Vorstand zurück. Der neugewählte Vorstand besteht aus alten und neuen Mitgliedern (Marianne Ellermann, Jürgen Koch-Schweitzer, Jürgen Lammers, Heinrich Windheuser).
- November 2002 – Der Kreis Steinfurt erkennt mit seiner Bedarfsprognose den Bestand des KvG-Gymnasiums an.
- 17. Januar 2003 – Nach der Einigung der Gemeinden auf ein Finanzierungskonzept verabschiedet die Jahreshauptversammlung die neue Satzung. Die neue Satzung legt das Ziel auf die Ökumene und das Leben in christlicher Offenheit.
- Der amtierende Vorstand tritt – infolge der Auseinandersetzungen um die Abberufung des Leiters des Gymnasiums – zurück. Die Generalversammlung des VdSF wählt Marianne Ellermann, Heiner Windheuser, Jürgen Lammers und Hartwig Koch-Schweitzer als neuen Vorstand.
- Mit 753 Schülern in einer durchgängigen Vierzügigkeit verzeichnet die Realschule einen Schülerrekord. Aus Platzgründen soll die Realschule Jahr für Jahr zurück in die Dreizügigkeit geführt werden.
- 2004 – Die Erweiterung und innerräumliche Sanierung des Schulzentrums wird in Arbeitskreisen von Vereinsmitgliedern, Eltern und Lehrern vorbereitet: Auf der Westseite entsteht ein zweigeschossiger Klassentrakt, in dem die Realschule geschlossen untergebracht werden kann. Bei Arbeiten zur Herstellung des Verbindungstraktes zum Neubau wird festgestellt, dass die Fertigteilelemente der Altbaufassade sicherheitsgefährdend sind und eine Sanierung erfordern. Neubau und Altbausanierung werden großzügig von der Familie Brenninkmeyer unterstützt.
- 2005 – Bezug des Neubautraktes durch die Realschule, einschließlich der erweiterten Außenanlagen; sodann Innen- und Außensanierung des Altbestandes, die im Jahre 2006 mit dem Abriss der Behelfsklassen, des sogenannten „Zwergenbunkers“, abgeschlossen wird.
- 2008 – Die Kardinal von Galen Schulstiftung wird am 18. Oktober 2008 in Mettingen gegründet. Zwischen der Schulstiftung und dem Verein der Schulfreunde e. V. besteht eine kooperative Zusammenarbeit zum Wohle der Schulen. Die Mitgliederversammlung beschließt am 30. Oktober 2008 die Errichtung eines eingeschossigen Gebäudes für die Übermittagsbetreuung und -beköstigung.
- Mit 967 Schülern verzeichnet das Gymnasium einen Schülerrekord.
- 2009 – Unter Federführung des KvG-Musikprojekts Mettingen e. V. und unter Beteiligung des Schulträgers, der Gemeinde Mettingen und weiterer Sponsoren wird das noch in der Planungsphase befindliche Gebäude mit einem Untergeschoss für den Musikunterricht und die Musikgruppen der KvG-Schulen ausgestattet.
- 2010 – Fertigstellung des neuen Mensagebäudes und der Musikräume.
- 2011 – Sponsoring-Vertrag mit dem Versorgungsunternehmen RWE als Premium-Sponsor, dank der Vermittlung der KvG-Schulstiftung, für die Medienausstattung eines Informatikraumes (RWE-Raum), die Anschaffung eines Klassensatzes Laptops und eines Whiteboards.
- Einrichtung eines medientauglichen Oberstufenraumes (Josef-Wiese-Raum) dank einer Spende der KvG-Schulstiftung im Namen der Nachfahren von Josef Wiese, anlässlich dessen Trauerfeier.
- 31. Dezember 2011 – Rücktritt des Vorstandsmitgliedes Michael Schoenfeld
- Nach dem Ausscheiden von Wilhelm Focke im Juni/Juli 2011 übernahm Reimund Hermes die kommissarische Schulleitung
- 21. März 2012 – Neuwahl des Vorstandsmitgliedes Tobias Remke
- August 2012 – Juli 2016 ist Daniela Faude Schulleiterin des KvG-Gymnasiums. Ab August 2016 übernahm Reimund Hermes die kommissarische Schulleitung
- Nach der Pensionierung der Realschulreaktorin Mechthild Terdues, übernimmt ab August 2017 Eva Oltmann die Schulleitungsgeschäfte als neue Realschulrektorin.
- November 2017 – Anja Telljohann übernimmt das Amt der Schulleitung des Gymnasiums

## Die KvG-Schulen heute
Heute teilen sich die KvG-Schulen in das Kardinal-von-Galen-Gymnasium und die Kardinal-von-Galen-Realschule. Dabei nutzen Gymnasium und Realschule die Aula, den Pausenhof und Fachräume gemeinsam, die Klassen- und Kursräume sind allerdings seit Beginn der 2000er in zwei getrennten Gebäuden. Diese sind durch eine Glasbrücke verbunden.

### Das Gymnasium
Das Gymnasium besteht aus 800 Schülerinnen und Schülern. Der Großteil der Jahrgänge ist dabei vierzügig, und die Schüler kommen vorwiegend aus den umliegenden Gemeinden Lotte, Westerkappeln und Mettingen. Das Kollegium bestand im Schuljahr 2017/18 aus 63 Lehrern sowie Referendaren. Schulleiterin ist Anja Telljohann.

### Die Realschule
Die Realschule besteht aus ca. 400 Schülern. Die Jahrgänge bestehen fast immer aus jeweils drei Klassen. Die meisten Realschüler kommen aus Mettingen, Westerkappeln und Lotte. An der Schule unterrichten derzeit 30 Lehrer. Die Schulleitung hat Eva Oltmann inne.

### Unterricht
Am KvG wird grundsätzlich in Doppelstunden unterrichtet. Es werden alle Fächer des Fächerkanons des Landes Nordrhein-Westfalen angeboten, so dass alle Schulabschlüsse am KvG – bis hin zum Abitur – erworben werden können. Die angebotenen Sprachen sind Englisch ab Klasse 5, Latein und Französisch ab Klasse 6 und Spanisch ab Klasse 10 oder als Wahlpflichtkurs bereits ab Klasse 8. Erdkunde und Geschichte werden in bestimmten Klassen bilingual in englischer Sprache unterrichtet. Es besteht dabei die Möglichkeit eines bilingualen Abiturs. Die in der Jahrgangsstufe 8 einsetzende Differenzierung kann in folgenden Fächern erfolgen: dritte Fremdsprache (inkl. Spanisch), Geoinformatik, Physik/Technik, Literatur.

### KvG-Musikprojekt

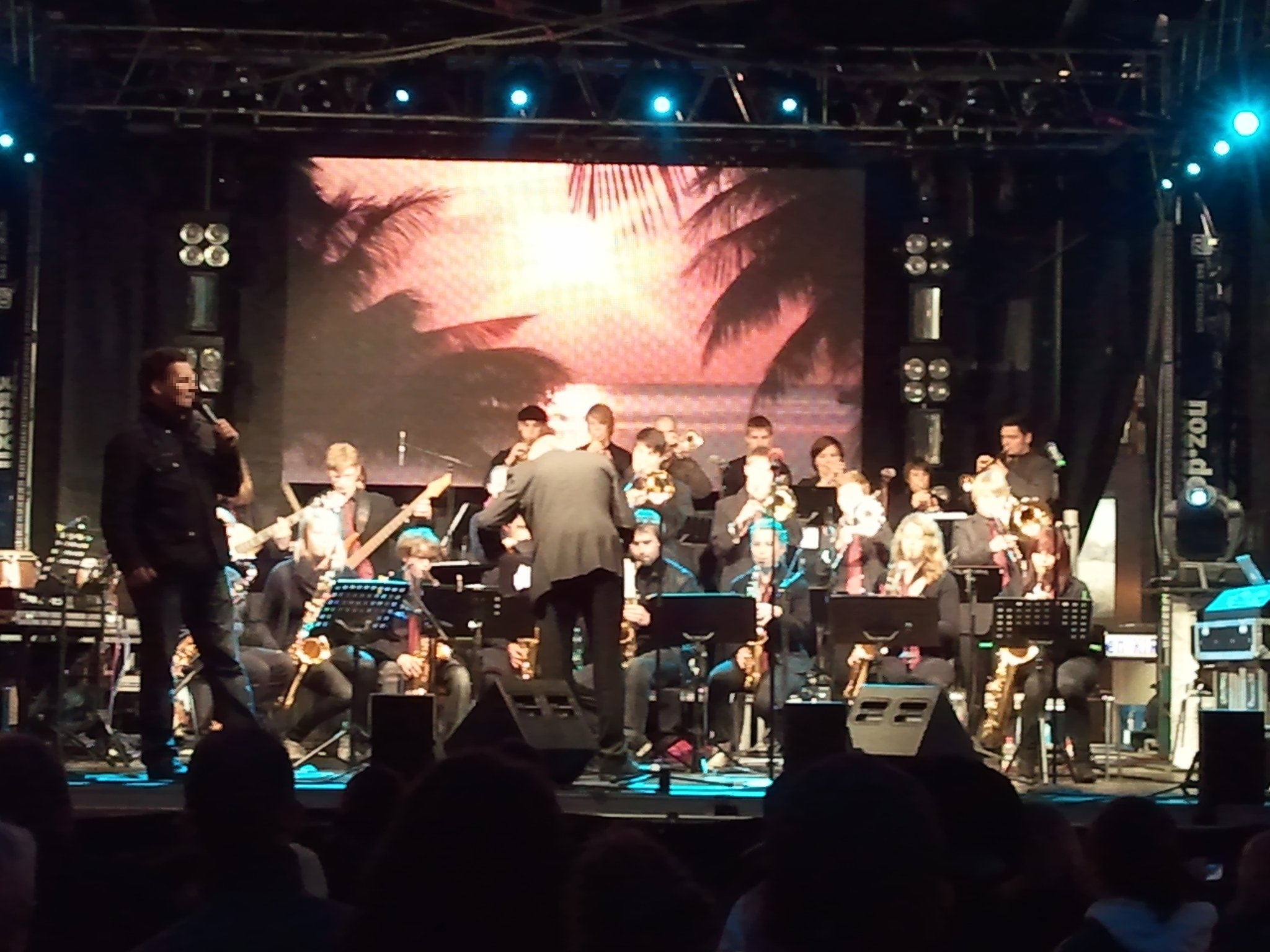
Die KvG-Bigband beim CD-Release-Konzert auf der Osnabrücker Maiwoche 2011

Das KvG-Musikprojekt wurde 1996 von Hartmut Demand, Oberstudienrat am Kardinal-von-Galen-Gymnasium, in Zusammenarbeit mit der Schulleitung und dem Schulträger der Kardinal-von-Galen-Schulen initiiert.
Das KvG-Musikprojekt ist ein Netzwerk aus:
- den Musikensembles der KvG-Schulen (Bigbands, Bigbandklassen, Orchester etc.) in Trägerschaft der KvG-Schulen
- dem Förderverein KvG-Musikprojekt Mettingen e. V. für die Musik an den Kardinal-von-Galen-Schulen und der Region
- einer jazz-, rock-, poporientierten Musikschule in Trägerschaft des Fördervereins KvG-Musikprojekt Mettingen e. V. Er kooperiert dabei mit der Gemeinde Mettingen und dem Schulträger. 350 Schüler werden in der Musikschule von 30 professionellen Dozenten ausgebildet.

Folgende Musikgruppen in Trägerschaft der KvG-Schulen sind derzeit aktiv:
- KvG Bigband
- KvG Junior Bigband
- KvG Bigbandklassen JS 6 und JS 7
- KvG Alumni Bigband
- KvG Jazz-Funk-Soul Combo
- KvG Junior-Orchester
- KvG Windorchester

Das Netzwerk bestehend aus dem Förderverein des KvG-Musikprojekts, dem Verein der Schulfreunde und der Gemeinde Mettingen stellt ein sehr erfolgreiches Kooperationsmodell zwischen Musikschule, allgemeinbildender Schule und einer Kommune dar.
Neben der umfangreichen pädagogischen und musikalischen Arbeit konnte unter Federführung des Fördervereins und mit Hilfe zusätzlicher Sponsoren ein Musiktrakt für den Musikunterricht und die Ensembles an den KvG-Schulen finanziert werden.
Die KvG-Bigband ist eine ambitionierte Jugend-Bigband, die bei nationalen und internationalen Wettbewerben (z. B. Skoda-Jazzpreis, Dutch Bigband Contest, Bundeswettbewerb Jazzorchester) viele Preise errungen hat. Sie bestreitet zahlreiche Auftritte im Jahr und hat bereits verschiedene Alben aufgenommen (z. B. 2011 Swing meets Pop). Die 2012 gegründete KVG-Bigbandklasse hat 2014 beim Landeswettbewerb Jugend Jazzt einen ersten Preis verliehen bekommen. Die Band führte viele erfolgreiche internationale Austauschprojekte durch (Berlin, Paris, Cornwall, Luzern, Kopenhagen, Niederlande). Es besteht außerdem eine intensive Partnerschaft mit der KGS Bigband Norderney, in die auch die KVG-Junior Bigband und die Bigbandklassen einbezogen werden. Regelmäßig werden Workshops und Kurse mit bekannten Musikern (Tom Gaebel, Peter Herbolzheimer, Benny Brown, Kurt Klose, Denis Gäbel) durchgeführt.
Ebenso haben das Junior-Orchester (Elisabeth Schulte), das Windorchester und die Combo (Florian Seidenstücker) schon einige Auftritte im schulischen und regionalen Rahmen durchgeführt.

### Außerunterrichtliche Aktivitäten und Sonstiges
Als „Europaschule“ fühlt sich das KvG dem europäischen Gedanken verpflichtet. Entsprechend findet jährlich ein Europatag, gemeinsam mit Stipendiaten des Comenius-Kollegs statt, an dem fremde Sprachen, Länder und Kulturen vorgestellt werden. Zudem gibt es in der Jahrgangsstufe 9 ein Austauschprogramm mit Partnerschulen. 2012/13 Können die Schüler zwischen den Ländern Litauen, Tschechien, Dänemark, Polen und Frankreich wählen. Weiterhin kann man verschiedene Sprachzertifikate (DELF, Cambridge) erwerben.

Schule ohne Rassismus

Das KvG ist auch „Schule ohne Rassismus – Schule mit Courage“. Jeder Projektschule werden prominente Paten zur Seite gestellt. In diesem Fall handelt es sich um die Basketball-Bundesliga-Mannschaft Artland Dragons sowie den Gitarristen der Alternative-Band Donots. Im Rahmen dieses Projektes werden regelmäßig Aktionen mit dem Thema „Toleranz und (Zivil-)Courage“ eingebunden oder dafür veranstaltet. Zurzeit bildet sich eine AG von Schülern für Schüler, die die Arbeit weiter forciert.
Das ehemalige vom Land NRW geförderte Projekt 13+ wird am KvG weitergeführt. Schüler bieten in den Mittagspausen Arbeitsgemeinschaften, Workshops und Aktivitäten für andere Schüler an: vom Tanzen über Stricken bis zur Hausaufgabenhilfe. Darüber hinaus gibt es ein Angebot an weiteren AGs, wie der Natur-AG, der Amnesty-International-AG, der Schülerzeitungs-AG oder der Orchester/Bands im Rahmen des Musikprojektes.
Das KvG hat sein eigenes Methodenkonzept. Je nach Jahrgangsstufe erhalten die Schüler der Unter- und Mittelstufe unterschiedliche Methodenschulungen und entsprechende Wiederholungszyklen in den darauffolgenden Jahren. So lernen sie aktiv und nicht nur nebenbei wichtige Arbeits- und Lerntechniken.
Regelmäßig nehmen Schüler an Wettbewerben teil, unter vielen anderen etwa SAMMS, Chemie entdecken, ESRI-Wettbewerb, BigBand-Wettbewerbe, Deutsche Chemie-Olympiade, Sportwettkämpfe wie Jugend trainiert für Olympia (v. a. im Turnen).

### Kiosk
Der Kiosk befindet sich in der alten Aula und ist bei den Schülern sehr beliebt. Er wird von Mitgliedern der Ledder Werkstätten geführt. Dort kann man verschiedene Backwaren und Getränke kaufen. Auch wird das Verteilen des Mittagsessens an Tagen mit Nachmittagsunterricht durch die Mitarbeiter der Ledder-Werkstätten organisiert.